# 裴洧彬
裴洧彬（1997年9月9日—），藝名洧彬（韓語：유빈），WM Entertainment在的女子團體Oh My Girl的成員。因在電視和超市看見勝熙，而也擁有當童星的意願。2008年以童星出道，在成為女團偶像前，拍過過多部韓劇配角和廣告。2015年正式以Oh My Girl出道，藝名Binnie。隊内擔任副唱。2022年起使用本名洧彬作為藝名。

## 家庭
Binnie出生於江原道春川市的體育家庭，爸爸是拳擊手、媽媽是田徑選手，哥哥則是前柔道選手。她的老家與勝熙的老家僅差5分鐘，因為看見勝熙已為童星的名氣而成為粉絲，而也對演藝圈充滿憧憬。Oh My Girl 出道前，出演過韓劇愛你，別哭、貝多芬病毒、越看越可愛、麵包王金卓求和成均館緋聞和多部廣告。後來輾轉與兒時偶像成為團友。

## 姓名
- 2015年正名為裴有彬[4]，2018年重新正名為裴洧彬[2]。

- 2022年，WM娛樂宣布，Binnie將藝名變更為Yubin，更改後的藝名取自本名裴洧彬。

## 外部連結
- 裴洧彬的Instagram帳戶
- OH MY GIRL 官方網站 （页面存档备份，存于）
- OH MY GIRL 官方Daum Cafe （页面存档备份，存于）
- OH MY GIRL 官方Instagram （页面存档备份，存于）
- OH MY GIRL 官方Youtube頻道 （页面存档备份，存于）